# Anglais standard
L’anglais standard peut désigner n’importe quelle variété de la langue anglaise acceptée comme langue standard nationale dans les pays anglophones, du point de vue tant de la prononciation que de la grammaire, du lexique et de l’orthographe.
Dans les îles Britanniques, particulièrement en Angleterre et au Pays de Galles, il est souvent associé à l’accent de la « Received Pronunciation » (qui comporte plusieurs variantes), à la grammaire et au lexique dits United Kingdom Standard English (UKSE : « anglais standard du Royaume-Uni »)[réf. nécessaire]. En Écosse, le standard est l’anglais écossais standard. Aux États-Unis, il est associé à l'accent dit General American et en Australie à l’accent General Australian.
Contrairement à d’autres langues, l'anglais standard n'est défini par aucune académie officielle ou centralisée.

## Définitions multiples
Bien que l’anglais standard soit généralement la version la plus formelle de la langue, un éventail de registres de langue existe au sein de l’anglais standard, par exemple entre un article de presse et une dissertation. Une distinction doit aussi être faite entre les standards parlés et écrits. Les standards parlés sont traditionnellement plus libres que leurs homologues écrits, et acceptent plus rapidement les nouvelles formes grammaticales et le vocabulaire nouveau. Les diverses variétés géographiques forment un ensemble de règles généralement approuvées, souvent établies par les grammairiens du XVIIIe siècle.
L’anglais a pris son origine en Angleterre durant la période anglo-saxonne. Il est aujourd’hui parlé comme première ou seconde langue dans divers pays du monde, dont beaucoup ont développé un ou plusieurs « standards nationaux ». L’anglais est la langue maternelle de la majorité de la population au Royaume-Uni, aux États-Unis, au Canada, en Irlande, en Australie, en Nouvelle-Zélande, en Jamaïque, à Trinité-et-Tobago, aux Bahamas et en Barbade. Il est langue officielle dans plusieurs autres comme l’Inde, le Pakistan, les Philippines, l’Afrique du Sud et le Nigeria.
Du fait des migrations historiques des populations anglophones, de la colonisation, de l’usage prédominant de l’anglais comme langue véhiculaire au niveau international, l’anglais est aussi devenu la langue seconde la plus largement utilisée. Dans les pays où l’anglais n'est ni langue maternelle ni d'usage courant dans la communication, une des variétés d'anglais peut être utilisée comme « standard » pour l’apprentissage.

## Grammaire
Bien que les anglais standards des différents pays anglophones soient très similaires, il existe toutefois entre eux des différences grammaticales mineures. En anglais américain et australien, sunk et shrunk comme prétérits des verbes sink « sombrer » et shrink « rétrécir »  commencent à être acceptées dans le standard, tandis que l’anglais britannique se tient à sank et shrank. En anglais sud-africain, l'ellipse du complément d'objet direct : Did you get? « Est-ce que vous l'avez reçu ? », You can put in the box « Vous pouvez le mettre dans la boîte ». Ce genre de construction n’est pas standard dans la plupart des autres variétés d’anglais.

## Visions différentes
Ce qui est considéré comme anglais standard dépend de l'endroit et des variétés particulières avec lesquelles contraste l’anglais standard. Une forme considérée comme standard dans une région peut ne pas l’être dans une autre, et une forme qui standard dans un certain registre (langage de la rue des Afro-Américains, par exemple) peut ne pas l'être considérée non-standard dans une autre (usage des professions libérales de la classe moyenne, par exemple). Dans ce sens, quel que soit le sens qu'on y mette, l’anglais standard ne devrait pas être considéré comme étant absolument correct ou irréprochable, puisqu’il inclut plusieurs variétés de langue pouvant être critiquées sur plusieurs aspects, comme le langage des mémos d'entreprise, des annonces télévisées ou encore des conversations des lycées de la classe moyenne. Quoique le terme puisse avoir une utilité descriptive en contexte, il ne doit pas être interprété comme une évaluation positive absolue.[non neutre]

## Vocabulaire
L’anglais australien parlé se caractérise par l'utilisation courante de mots hypocoristiques, formés par troncation, addition d’une finale particulière, ou combinaison de ces deux procédés. Exemples : G’day (pour good day « bonjour »), medico (pour medical practicioner « professionnel de santé »), « blockie » « fermier sur parcelle (block of land) », « ump » (pour umpire « arbitre ») et « footy » (pour football).

## Orthographe
Les anglais standards utilisent tantôt l'orthographe américaine, tantôt la britannique, tantôt un mélange des deux (comme en anglais canadien et en anglais australien). L'orthographe britannique prédomine généralement dans les pays du Commonwealth.